# Дюжев, Юрий Иванович
Юрий Иванович Дю́жев (15 мая 1937 — 9 июня 2021) — советский и российский литературовед, писатель

, заслуженный деятель науки Карельской АССР (1990), заслуженный работник культуры Российской Федерации (1998).

## Биография
Родился в семье учителей. Отец, Иван Ильич, работал заведующим Петрозаводского городского отдела народного образования, погиб на Карельском фронте под Медвежьегорском в январе 1942 года. Мать, Таисия Александровна, — учительница начальных классов.
В 1955 году окончил среднюю школу в Петрозаводске. После окончания в 1960 году Петрозаводского государственного университета работал редактором на Карельском радио.
С 1966 года работал в Институте языка, литературы и истории Карельского научного центра РАН. В 1986—1988 годах — заместитель директора института, в 1989—2007 годах — заведующий сектором литературы института, с 2007 года — старший научный сотрудник института.
В 1970 году стал лауреатом Всесоюзного конкурса молодых учёных в области общественных наук. В 2002 году удостоен звания «Лауреат премии Республики Карелия в области культуры». В 2009 году удостоен премии «Сампо» за создание монографии «История русской прозы Европейского Севера второй половины XX века» и особый вклад в развитие культуры Республики Карелия.
Член Союза писателей России с 1977 года.
В 1980-е годы в помощь молодым литераторам, желающим писать для детей, при Карельском отделении Союза писателей СССР была создана секция детской литературы. Секцией руководил старший научный сотрудник Карельского филиала АН СССР Юрий Иванович Дюжев. Молодые писатели собирались почти каждый месяц в Доме карельских писателей на улице «Правды».